# Про слонов
«Про слонов» — совместный альбом Сергея Чигракова, лидера группы «Чиж & Co», и Павла Михайленко, басиста группы «Разные люди», записанный и выпущенный в 2005 году.

## Об альбоме
На обложке альбома написано:
Я написал эти песни, веря, что когда-нибудь они будут записаны и выпущены. И вот это произошло, исключительно благодаря искренней поддержке моих друзей: <…>Павел Михайленко

## Список композиций
Все песни написаны Павлом Михайленко.
| №   | Название        | Длительность |
| --- | --------------- | ------------ |
| 1.  | «Поезд»         | 3:42         |
| 2.  | «Ливень»        | 4:31         |
| 3.  | «Про Слонов»    | 4:09         |
| 4.  | «Мама»          | 3:21         |
| 5.  | «Диалог»        | 3:10         |
| 6.  | «Пойдем Домой»  | 4:08         |
| 7.  | «Метелица»      | 4:43         |
| 8.  | «Колокольня»    | 6:06         |
| 9.  | «Июльская Ночь» | 3:47         |
| 10. | «Улицы»         | 3:28         |
| 11. | «Кирпичи»       | 3:20         |

## Участники записи
- Сергей Чиграков — вокал, гитара, рояль, аккордеон, орган Хаммонда, перкуссия, программирование ударных, бас-гитара (2, 4)
- Павел Михайленко — вокал (10, 11), бас-гитара
- Александр Чернецкий — вокал (5, 7)
- Юрий Морозов — звукорежиссёр